# Hartenstein (Bajorország)
Hartenstein település Németországban, azon belül Bajorországban. Lakosainak száma 1468 fő (2023. december 31.).

## Népesség
A település népessége az elmúlt években az alábbi módon változott:
| Lakosok száma | 453  | 626  | 1092 | 1307 | 1380 | 1451 | 1462 | 1453 | 1436 | 1468 |
|               | 1875 | 1950 | 1975 | 1987 | 2012 | 2014 | 2016 | 2017 | 2021 | 2023 |